# جوليا دفي
جوليا دافي (بالإنجليزية: Julia Duffy)‏ (هي جوليا مارغريت هيندز، من مواليد 27 يونيو 1951) هي ممثلة أميركية، ٱشتهرت بلعب دور ستيفاني فانديركيلين في السلسلة الأمريكية الهزلية نيوهارت (مسلسل) (من 1983 إلى سنة 1990).
وهو الدور الذي فازت عنه بثلاث جوائز تلفزيون وتلقت عنه سبعة ترشيحات لجوائز إيمي و ترشيحاً لجائزة غولدن غلوب عام 1988.

## مواقع خارجية
- جوليا دفي على موقع IMDb (الإنجليزية)
- جوليا دفي على موقع قاعدة بيانات الأفلام العربية
- جوليا دفي على موقع ألو سيني (الفرنسية)
- جوليا دفي على موقع أول موفي (الإنجليزية)
- جوليا دفي على موقع قاعدة بيانات برودواي على الإنترنت (الإنجليزية)
- جوليا دفي على موقع قاعدة بيانات الأفلام السويدية (السويدية)
- جوليا دفي على موقع إن إن دي بي (الإنجليزية)
- جوليا دفي على موقع قاعدة بيانات الفيلم (الإنجليزية)
- جوليا دفي على موقع كينوبويسك (الروسية)
- جوليا دافي على موقع ألو سيني